# Цзинь (1115—1234)
Госуда́рство Цзинь (кит. упр. 金朝, пиньинь Jīn Cháo, букв. Золотая) — чжурчжэньское государство (по версии Л. Н. Гумилёва — Кинь), существовавшее на территории северного Китая и нынешнего Дальнего Востока России в XII—XIII вв.
Основателем государства Цзинь был Агуда (阿骨打) из клана Ваньянь (完颜), территория влияния которого изначально ограничивалась бассейном реки Амур.

## Война с киданями (1113—1125)
В 1110 году в империи Ляо началась борьба за власть. В 1113 главой клана Ваньянь стал Агуда. Он поднял восстание чжурчжэней против киданей, центром которого стал город Суйбин (Краснояровское городище), ставший запасной столицей в период Империи. В 1115 году Агуда провозгласил себя императором и дал своему государство название «Золотое» (чжурж. Анчун, по-китайски — Цзинь). Согласно записям, Агуда сказал:
«Железо (Ляо) крепко, но ржавеет и крошится. А золото не ржавеет. К тому же цвет Ваньянь — белый».
Мобильная чжурчжэньская конница взяла верх над огромным, но слабо подготовленным киданьским войском. В 1122 году Сун и Цзинь заключили стратегический союз против Ляо. Империя Сун пыталась вести наступательные действия против Ляо, но безуспешно. Ослабевшая империя киданей была окончательно разгромлена в 1125 году цзиньскими войсками. Последний император киданей был захвачен в плен чжурчжэнями.
Однако сразу после окончания войны между бывшими союзниками начались разногласия. Империя Сун не собиралась выполнять условия договоров[каких?], что привело к началу новой войны. Материальные и людские ресурсы Сун были несопоставимы с чжурчжэньскими, поэтому империя Цзинь могла рассчитывать только на быструю войну.

### Восстания на севере
Ваньянь Лян также пытался подавить инакомыслие, убив чжурчжэньских дворян и казнив 155 князей. Чтобы осуществить свою мечту стать правителем всего Китая, Ваньянь Лян напал на Южную Сун в 1161 году. Тем временем в Шанцзине, на бывшей базе чжурчжэней, вспыхнули два одновременных восстания: во главе с двоюродным братом Ваньянь Ляна, который вскоре должен был стать коронованным Ваньянь Улу, и с другим с киданями. Ваньянь Лян был вынужден вывести цзиньские войска из Южного Китая, чтобы подавить восстания. Цзиньские войска были разбиты войсками Сун в битве при Цайши и битве при Тандао. С истощённой военной силой Ваньянь Лян не смог продвинуться вперёд в своей попытке вторжения в Южную Сун. В конце концов он был убит своими же генералами в декабре 1161 года из-за своих поражений. Его сын и наследник также был убит в столице.
В начале 1180-х годов император Ши-цзун организовал реорганизацию 200 подразделений мэн-ань, чтобы устранить налоговые злоупотребления и помочь чжурчжэням. Поощрялось общинное земледелие. Империя Цзинь процветала и имела большой избыток зерна в резерве. Хотя император Ши-цзун изучал китайскую классику, он также был известен как популяризатор чжурчжэньского языка и культуры; во время его правления ряд китайских классиков были переведены на чжурчжэньский язык, была основана Императорская чжурчжэньская Академия, и императорские экзамены стали проводиться на чжурчжэньском языке. Правление императора Ши-цзуна (1161—1189) запомнилось потомкам как время относительного мира и процветания, а самого императора сравнивали с мифологическими правителями Яо и Шунем.
Внук императора Ши-цзуна, император Чжан-цзун (1189—1208), почитал чжурчжэньские ценности, но он также погрузился в китайскую культуру и женился на китаянке. Тайхэский кодекс законов был обнародован в 1201 году и основывался главным образом на Кодексе Тан. В 1207 году Сун предприняла попытку вторжения, но цзиньские войска успешно отбили её. В соответствии с мирным соглашением империя Сун должна была выплачивать более высокие ежегодные компенсации и обезглавить Хань Точжоу, лидера фракции ястребов при императорском дворе Сун.

## Войны между империями Сун и Цзинь

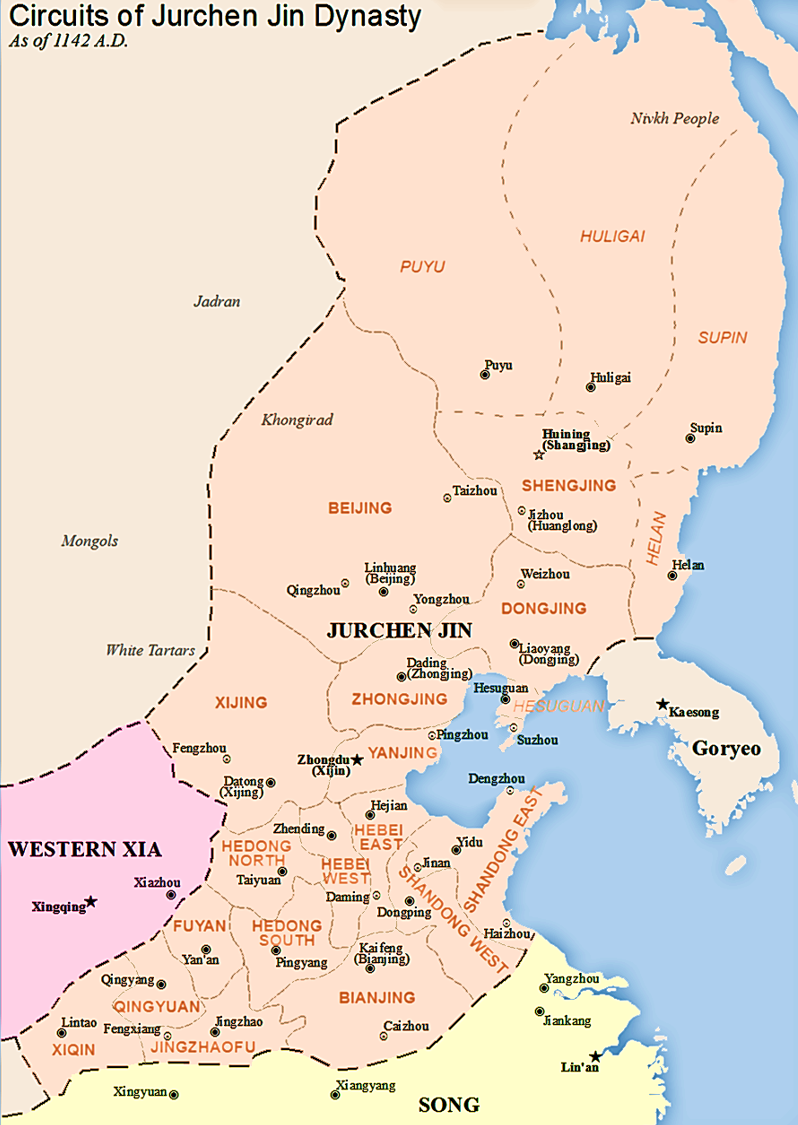
Территория Цзинь в 1142 году

В 1125 году две чжурчжэньские армии начали наступление на империю Сун. Китайские армии были огромны, но состояли в основном из пехоты, которая не могла воевать на равных с чжурчжэньской конницей.
В 1127 году чжурчжэни захватили Кайфэн, включив в своё государство север Китая. Бывший император Сун Хуэйцзун (поспешно отрёкшийся от престола) с сыновьями, гаремом и челядью были угнаны в плен, а на захваченной территории чжурчжэнями было создано марионеточное государство Чу. Однако правитель Чу передал власть представителю империи Сун, и чжурчжэням пришлось создавать новое вассальное государство — Ци, некоторое время воевавшее вместе с ними против империи Сун. Сунский полководец Юэ Фэй продолжал сражения с чжурчжэнями вплоть до своей гибели и подписания Шаосинского договора в 1142 году, согласно которому Цзинь получала территории к северу от реки Хуайхэ.
В 1151 году столица Цзинь была перенесена из Хуэйнинфу в Чжунду (современный Пекин).
В 1191 году был официально снят запрет на браки между китайскими и чжурчжэньскими семьями, это существенно ускорило процесс китаизации последних.

## Завоевание Цзинь монголами
В начале XIII века империя Цзинь оказалась под давлением со стороны своих северных соседей — монголов. В 1211 году около 50 000 конных монгольских воинов вторглись в Цзинь и, после серии побед, осадили столицу в 1213 году. Император Ваньянь Юнцзи был убит, а его преемник Ваньянь Сюнь заключил унизительный договор, спасший Чжунду от грабежа. Однако Юнзци успел отослать своего сына в Суйбин (Кайюань — Запасную Столицу), где от его имени Пусянь Вану стал военным правителем империи Дон Нюжен (кит. Восточное Ся) — сепаратистского образования отказавшегося платить дань монголам.
В 1229 году, монголы начали новый поход на империю Цзинь, и в 1234 году полностью её уничтожили; последний император Ваньянь Чэнлинь погиб в бою.

## Поздняя Цзинь
В 1590-х годах чжурчжэньский лидер Нурхаци (努爾哈赤) начал объединять племена чжурчжэней и в 1616 году провозгласил новую династию (Поздняя Цзинь, 1616—1636). В 1635 году этнос получил имя «маньчжуров». В 1636 году династия была переименована в Цин.

## Армия

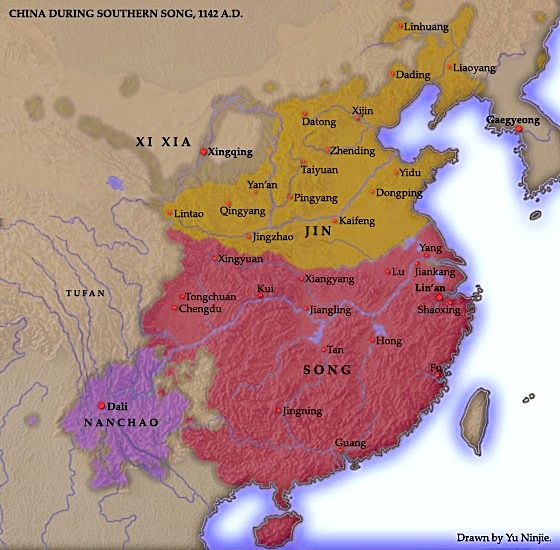
Территория династии Цзинь выделена жёлтым цветом.

Современные китайские писатели приписывают успех чжурчжэней в подавлении империи Ляо и Северной Сун главным образом их кавалерии. Уже во время восстания Агуды против Ляо все чжурчжэни были посажены на коней. Говорили, что тактика чжурчжэньской кавалерии была пережитком их охотничьих навыков. Чжурчжэньские всадники были снабжены тяжёлыми доспехами; в некоторых случаях они использовали упряжку лошадей, привязанных друг к другу цепями ("гуайцзы ма").
Когда Ляо распалась, а империя Сун отступила за Янцзы, армия нового государства Цзинь поглотила многих солдат, которые прежде сражались за империи Ляо или Сун. Новая империя Цзинь приняла на вооружение многие виды вооружения армии Сун, включая различные машины для ведения осадной войны и артиллерию. Фактически, использование цзиньскими военными пушек, гранат и даже ракет для защиты осаждённого Кайфэна от монголов в 1233 году считается первой битвой в истории человечества, в которой был эффективно использован порох, хотя он и не смог предотвратить окончательное поражение Цзинь.
С другой стороны, цзиньские военные не были особенно хороши в морской войне. Как в 1129-1130, так и в 1161 годах цзиньские войска потерпели поражение от флотов Южной Сун при попытке переправиться через реку Янцзы в ядро Южной Сун, хотя для последней кампании цзиньцы снарядили свой собственный большой флот, используя китайских корабелов и даже китайских капитанов, которые перешли на сторону Южной Сун.
Цзиньская армия была организована по системе мэн-ань моу-кьо, которая, казалось, была похожа на более позднюю восьмизнамённую армию империи Цин. Мэн-ань происходит от монгольского слова, означающего тысячу, минхан, в то время как моу-кьо означает клан или племя. Группы из пятидесяти домашних хозяйств, известных как пью-ли-ен, были объединены в моу-кьо, в то время как от семи до десяти моу-кьо образовали мэн-ань, а несколько мэн-ань были объединены в ваньху, китайское название десяти тысяч домашних хозяйств. Это была не только военная структура, но и группировка всех чжурчжэньских хозяйств для выполнения хозяйственных и административных функций. Китаеведы и китайские солдаты, перешедшие на сторону империи Цзинь, также были приписаны к своему собственному мэн-аню. Все мужчины-члены семьи должны были служить в армии; слуги семьи должны были служить помощниками для сопровождения своих хозяев в бою. Число китайских солдат в цзиньских армиях казалось очень значительным.

## Культура
Поскольку Цзинь имела мало контактов со своим южным соседом Сун, в обоих государствах происходили различные культурные события. В конфуцианстве «учение пути», развившееся и ставшее ортодоксальным в Сун, не укоренилось в Цзинь. Цзиньские учёные уделяют больше внимания трудам учёного и поэта Северной Сун Су Ши (1037—1101), чем учёности Чжу Си (1130—1200), которая легла в основу изучения пути.
Государство Цзинь спонсировало издание даосского канона, известного как драгоценный канон таинственной столицы Великой Цзинь (Da Jin Xuandu baozang, 大金玄都寶藏). Основанный на уменьшенной версии канона, напечатанной сунским императором Хуэй-цзуном (1100—1125), он был завершён в 1192 году под руководством и при поддержке императора Чжан-цзуна (1190—1208). В 1188, дед и предшественник Чжан-цзуна Ши-цзун (1161—1189) приказал перенести деревянные блоки для канона Сун из Кайфэна (бывшей столицы Северной Сун, которая теперь стала «южной столицей» Цзинь) в центральную столицу «Аббатство Небесной вечности» или Тяньчан Гуань 天, на месте нынешнего Храма Белых облаков в Пекине. Другие даосские писания также были перенесены туда из другого аббатства в центральной столице. Чжан-цзун поручил управляющему аббатством Сунь Миндао 孫明道 и двум гражданским чиновникам подготовить полный канон к печати. После отправки людей на «общенациональный поиск священных писаний» (в результате которого было получено 1074 листка текста, который не был включён в Хуэйцзунское издание канона) и получения пожертвований для печати, в 1192 году Сунь Миндао приступило к рубке новых деревянных блоков. Окончательный отпечаток состоял из 6455 листков. Хотя цзиньские императоры иногда предлагали копии канона в качестве подарков, ни один его фрагмент не сохранился.
Буддийский канон или «Трипитака» был также издан в Шаньси, там же, где в 1244 году была переиздана улучшенная версия даосского канона, спонсируемого Цзинь. Проект был инициирован в 1139 году буддийской монахиней по имени Цуй Фачжэнь, которая поклялась (и якобы «сломала руку, чтобы скрепить клятву»), что она соберёт необходимые средства, чтобы сделать новое официальное издание канона, напечатанного Северной Сун . Завершённая в 1173 году, Трипитака Цзинь насчитывала около 7000 листков, «большое достижение в истории буддийской частной типографии».
Буддизм процветал во времена Цзинь, как в отношениях с императорским двором, так и в обществе в целом. Многие сутры были также высечены на каменных табличках. Среди жертвователей, финансировавших такие надписи, были члены императорской семьи Цзинь, высокопоставленные чиновники, простые люди и буддийские священники. Некоторые сутры сохранились только в виде резных изображений, которые, таким образом, представляют большую ценность для изучения китайского буддизма. В то же время цзиньский двор продавал монашеские грамоты для получения дохода. Эта практика была начата в 1162 году Ши-цзуном, чтобы финансировать его войны, и прекратилась три года спустя, когда война закончилась. Его преемник Чжан-цзун использовал тот же метод для сбора военных средств в 1197 году и годом позже для сбора денег на борьбу с голодом в западной столице. Эта же практика была вновь использована в 1207 году (для борьбы с Сун и ещё большим голодом), а также при правлении императоров Вэйшао-вана (1209—1213 гг.) и Сюань-цзуна (1213—1224 гг.) для борьбы с монголами.

## Правители Цзинь
| Храмовое имя (廟號 miàohào)                                                           | Посмертное имя (諡號 shìhào) | Личное имя (姓名 xìngmíng)                                                                                                | Годы правления | Эра летоисчисления (年號 niánhào) и годы эры                                                                    |
| ------------------------------------------------------------------------------------- | --- | --- | -------------- | --- |
| Исторически наиболее употребительная форма: «Цзинь» + храмовое имя или посмертное имя | | |                | |
| Тай-цзу 太祖 Tàizǔ                                                                    | Инцянь Синъюнь Чжаодэ Дингун Жэньмин Чжуансяо Дашэн Уюань Хуанди 應乾興運昭德定功仁明莊孝大聖武元皇帝 Yìngqián Xīngyùn Zhāodé Dìnggōng Rénmíng Zhuāngxiào Dàshèng Wǔyuán Huángdì сокращённо: Уюань Хуанди 聖武元皇帝 Wǔyuán Huángdì | чжурчжэньское имя: Ваньянь Агуда 完顏阿骨打 Wányán Āgǔdǎ или китайское имя Ваньянь Минь 完顏旻                            | 1115—1123      | - Шоуго (收國 Shōuguó) 1115—1116 - Тяньфу (天輔 Tiānfǔ) 1117—1123                                               |
| Тай-цзун 太宗 Tàizōng                                                                 | Тиюань Инъюнь Шидэ Чжаогун Чжэхуэй Жэньшэн Вэньле Хуанди 體元應運世德昭功哲惠仁聖文烈皇帝 Tǐyuán Yìngyùn Shìdé Zhāogōng Zhéhùi Rénshèng Wénliè Huángdì сокращённо: Вэньле Хуанди 文烈皇帝 Wénliè Huángdì                            | чжурчжэньское имя: Ваньянь Уцимай 完顏吳乞買 Wányán Wúqǐmǎi или китайское имя Ваньянь Шэн (Чэн) 完顏晟 Wányán Shèng/Chéng | 1123—1134      | - Тяньхуэй (天會 Tiānhuì) 1123—1134                                                                             |
| Си-цзун 熙宗 Xīzōng                                                                   | Хунцзи Цзуаньу Чжуанцзин Сяочэн Хуанди 弘基纘武莊靖孝成皇帝 Hóngjī Zuǎnwǔ Zhuāngjìng Xiàochéng Huángdì сокращённо: Сяочэн Хуанди 孝成皇帝 Xiàochéng Huángdì                                                                         | чжурчжэньское имя: Ваньянь Хэла 完顏合剌 Wányán Hélá или китайское имя Ваньянь Дань 完顏亶 Wányán Dǎn                     | 1135—1149      | - Тяньхуэй (天會 Tiānhuì) 1135—1138 - Тяньцзюань (天眷 Tiānjuàn) 1138—1141 - Хуантун (皇統 Huángtǒng) 1141—1149 |
| отсутствует                                                                           | Хайлинъян-ван 海陵炀王 Hǎilíngyángwáng | чжурчжэньское имя: Ваньянь Дигунай 完顏迪古乃 Wányán Dígǔnǎi или китайское имя Ваньянь Лян 完顏亮 Wányán Liàng            | 1149—1161      | - Тяньдэ (天德 Tiāndé) 1149—1153 - Чжэньюань (貞元 Zhènyuán) 1153—1156 - Чжэнлун (正隆 Zhènglóng) 1156—1161     |
| Ши-цзун 世宗 Shìzōng                                                                  | Гуантянь Синъюнь Вэньдэ Угун Шэнмин Жэньсяо Хуанди 光天興運文德武功聖明仁孝皇帝 Guāngtiān Xīngyùn Wéndé Wǔgōng Shèngmíng Rénxiào Huángdì сокращённо: Жэньсяо Хуанди 仁孝皇帝 Xiàochéng Huángdì                                      | чжурчжэньское имя: Ваньянь Улу 完颜烏祿 Wányán Wūlù или китайское имя Ваньянь Юн 完顏雍 Wányán Yōng                       | 1161—1189      | - Дадин (大定 Dàdìng) 1161—1189                                                                                 |
| Чжан-цзун 章宗 Zhāngzōng                                                              | Сяньтянь Гуанъюнь Жэньвэнь Иу Шэншэнь Инсяо Хуанди 宪天光运仁文义武神圣英孝皇帝 Хiàntiān Guāngyùn Rénwén Yìwǔ Shénshèng Yīngxiào Huángdì                                                                                            | Ваньянь Цзин 完顏璟 Wányán Jǐng                                                                                           | 1190—1208      | - Минчан (明昌 Míngchāng) 1190—1196 - Чэнъань (承安 Chéng'ān) 1196—1200 - Тайхэ (泰和 Tàihé) 1200—1208          |
| отсутствует                                                                           | Вэйшао-ван 衛紹王 Wèishàowáng или Вэй-ван (衛王 Wèiwáng) | Ваньянь Юнцзи 完顏永濟 Wányán Yǒngjì                                                                                      | 1208—1213      | - Даань (大安 Dà'ān) 1209—1212 - Чунцин (崇慶 Chóngqìng) 1212—1213 - Чжинин (至寧 Zhìníng) 1213                 |
| Сюань-цзун 宣宗 Xuānzōng                                                              | Цзитянь Синтун Шудао Циньжэнь Инъу Шэнсясо Хуанди 继天兴统述道勤仁英武圣孝皇帝 Jìtiān Xīngtǒng Shùdào Qínrén Yīngwǔ Shèngxiào Huángdì                                                                                               | Ваньянь Сюнь 完顏珣 Wányán Xún                                                                                            | 1213—1223      | - Чжэнью (貞祐 Zhēnyòu) 1213—1217 - Синдин (興定 Xīngdìng) 1217—1222 - Юаньгуан (元光 Yuánguāng) 1222—1223      |
| Ай-цзун 哀宗 Āizōng                                                                   | Цзинтянь Дэюнь Чжунвэнь Цзинъу Тяньшэн Лесяочжуан Хуанди 敬天德运忠文靖武天圣烈孝庄皇帝 Jìngtiān Déyùn Zhōngwén Jìngwǔ Tiānshèng Lièxiàozhuāng Huángdì                                                                              | Ваньянь Шоусюй 完顏守緒 Wányán Shǒuxù                                                                                     | 1224—1234      | - Чжэнда (正大 Zhèngdà) 1224—1232 - Кайсин (開興 Kāixīng) 1232 - Тяньсин (天興 Tiānxīng) 1232—1234              |
| отсутствует                                                                           | Мо-ди 末帝 Mòdì | Ваньянь Чэнлинь 完顏承麟 Wányán Chénglín                                                                                  | 1234           | отсутствует |

## Памятники цзиньской эпохи

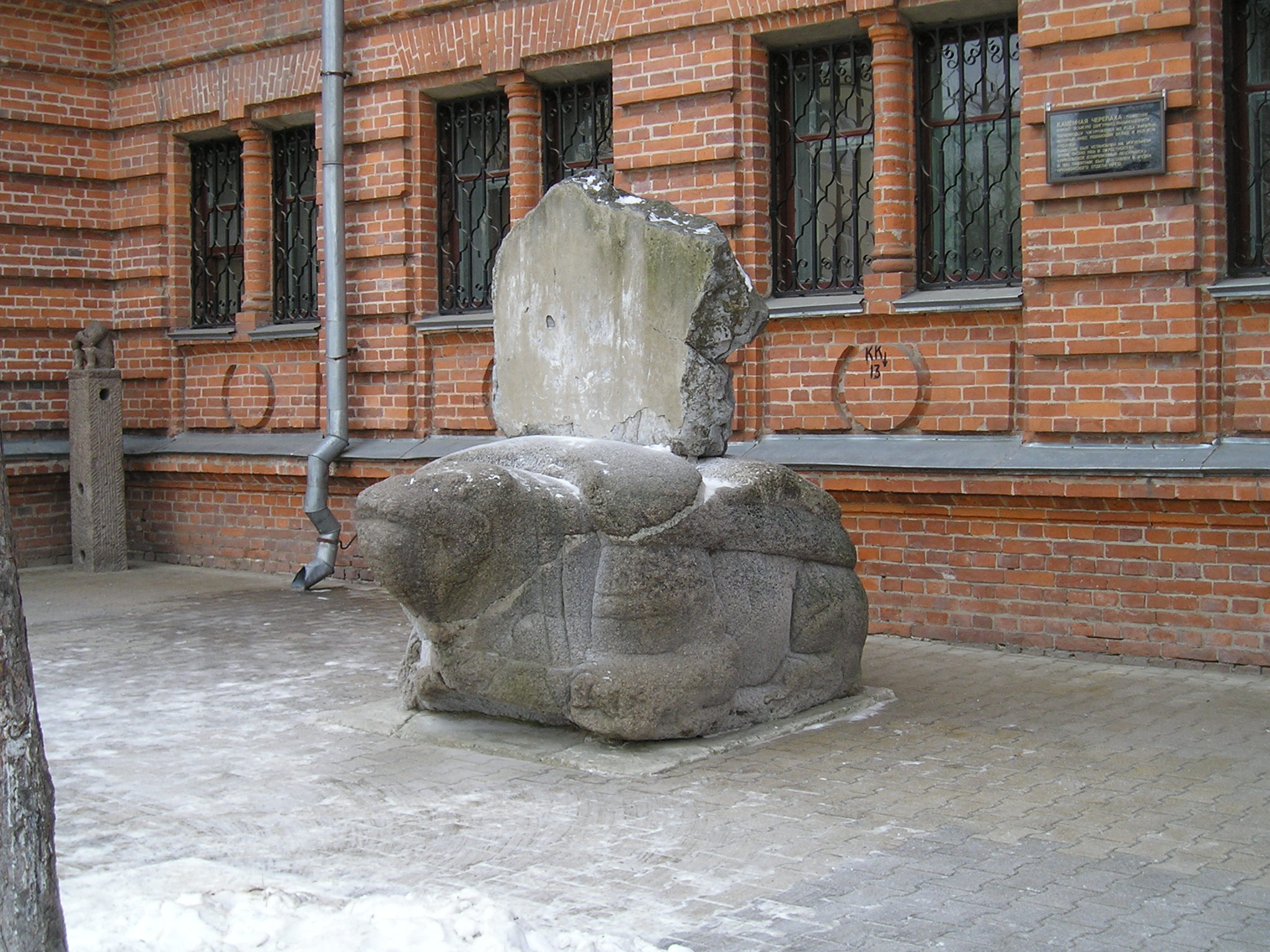
Стела-памятник князю Эсыкую (Дигунаю) — полководцу чжурчжэней, из-под Уссурийска. Сейчас в Хабаровске
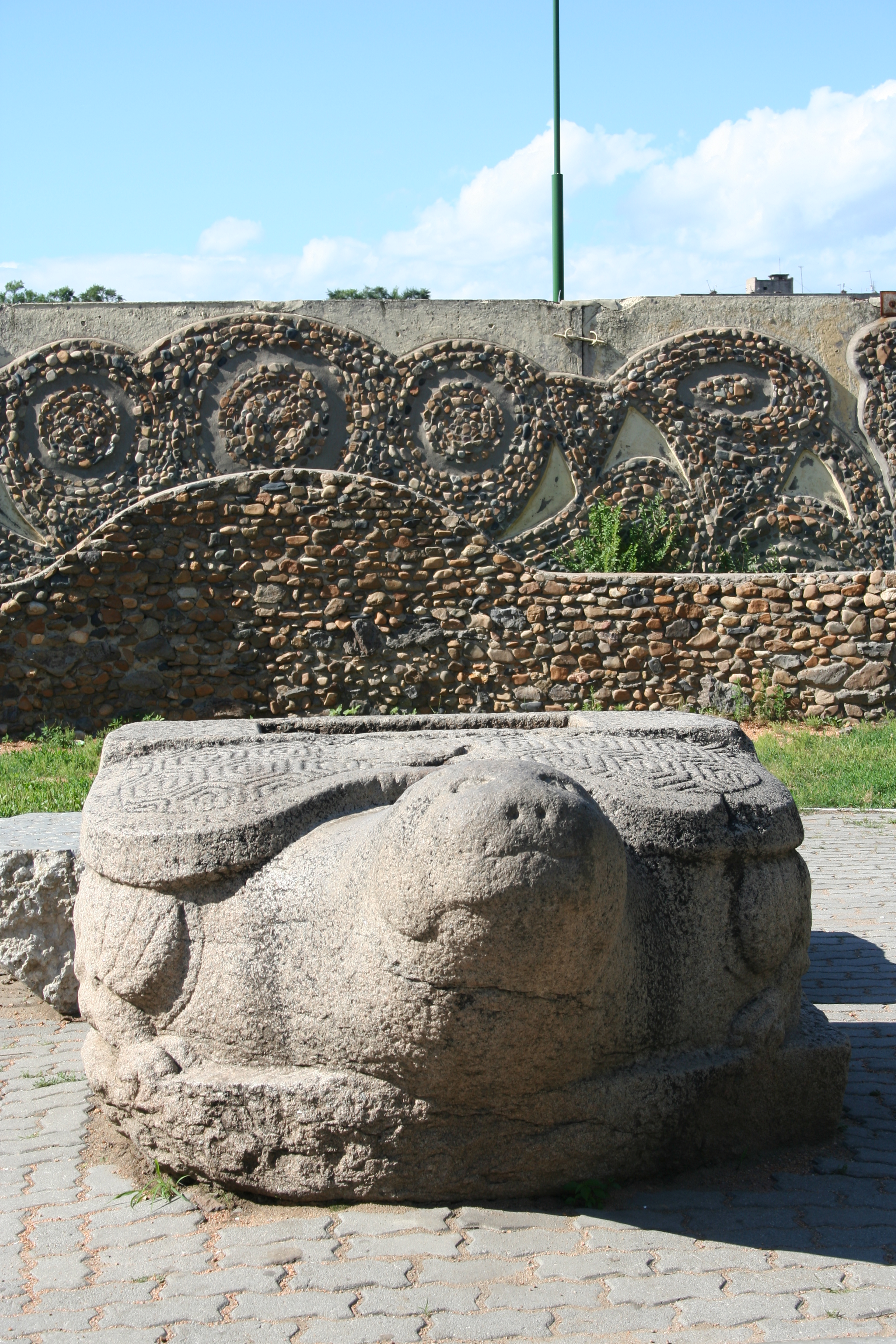
Черепаха-пьедестал из-под Уссурийска. XII в.
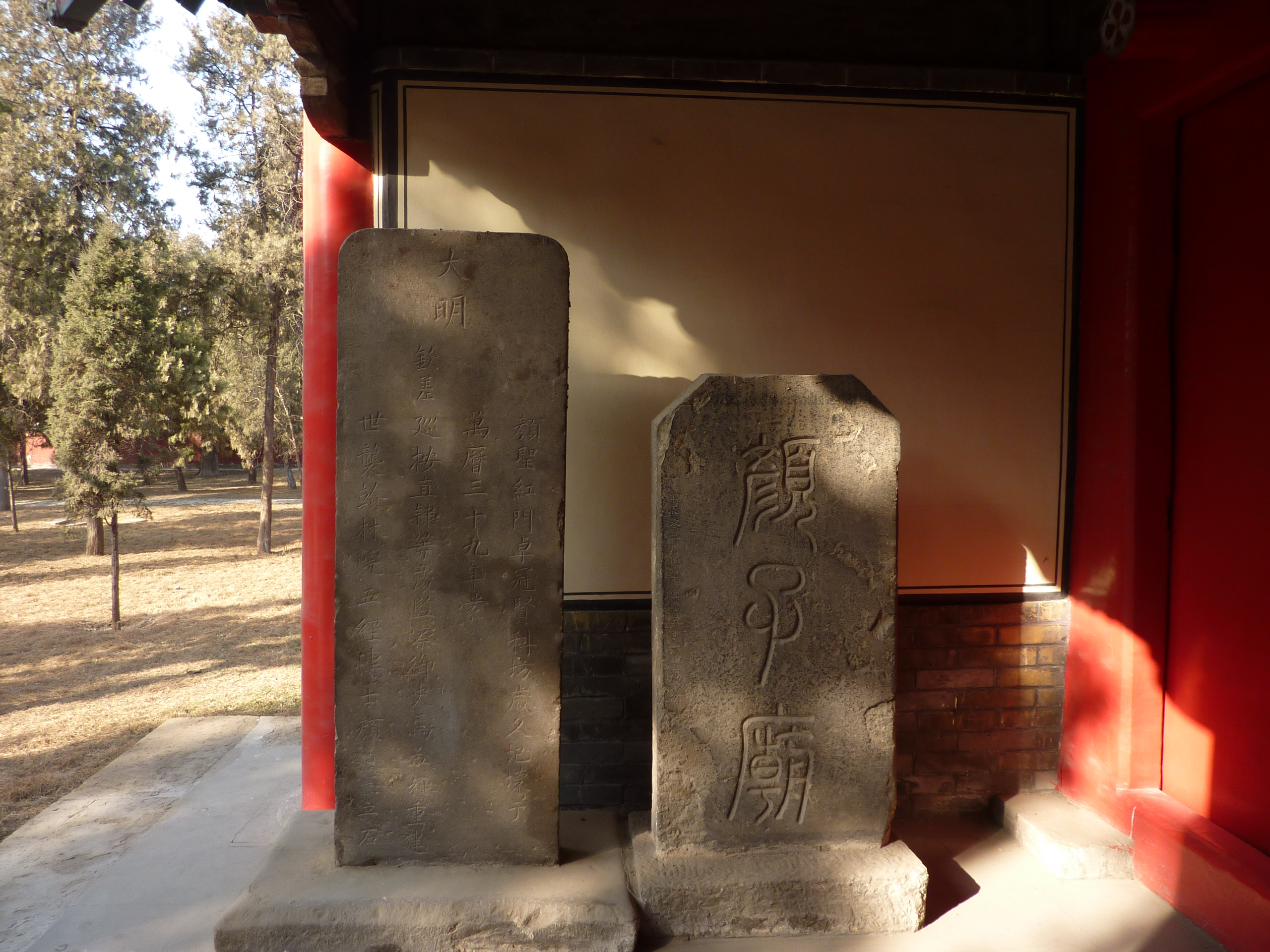
Стела с надписью «Яньцзы Мяо» (Храм Яньцзы, т.е. Янь Хуэя) в Цюйфу (справа). 24 г. эры Дадин (1184 г. н.э.)
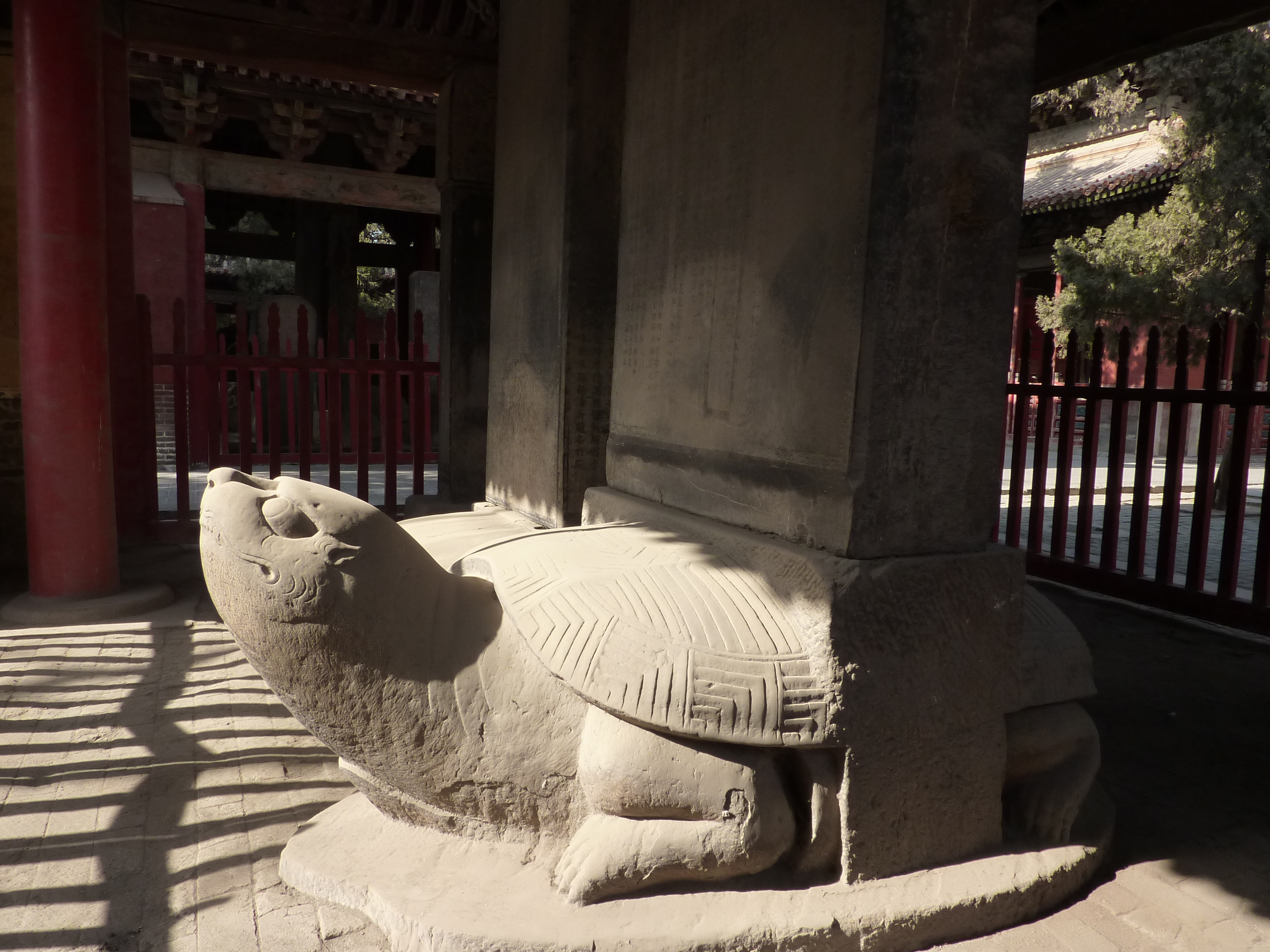
Стела на черепахе в храме Конфуция (Цюйфу). 2 г. эры Чэнъан (1197 г. н.э.)
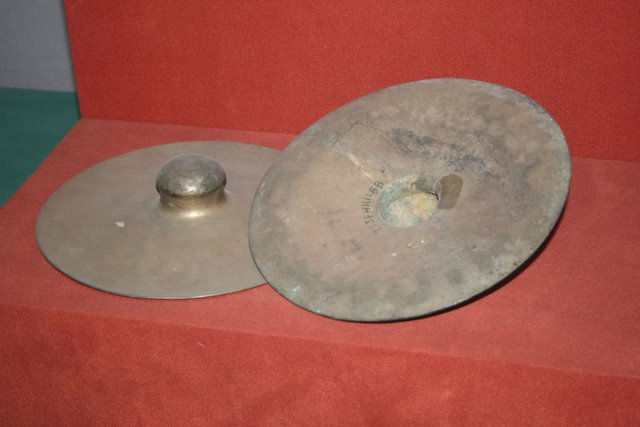
Бронзовые тарелки-сильньен
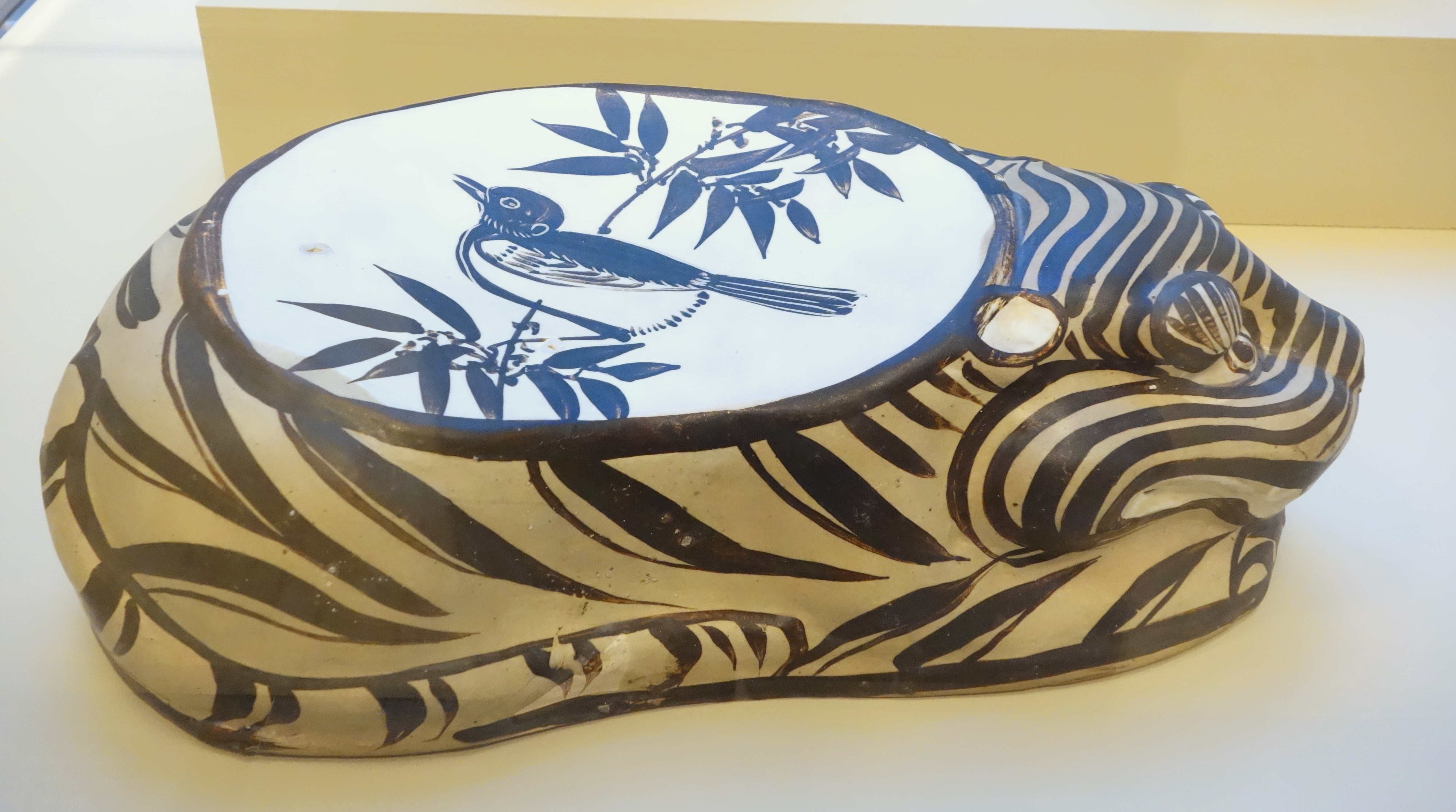
Подушка в форме тигра
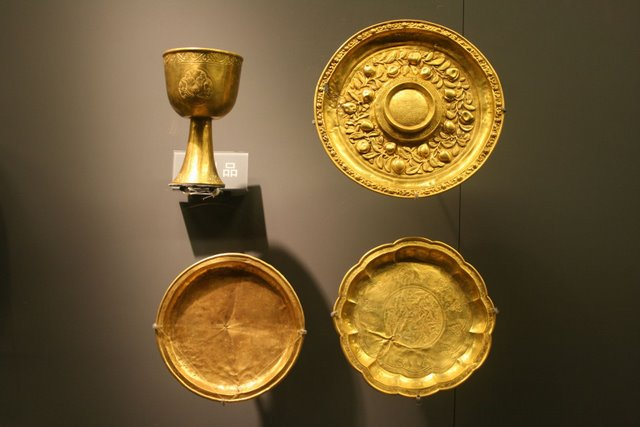
Золотые тарелки и чаша